# Галушкин, Александр Иванович (майор)
Алекса́ндр Ива́нович Галу́шкин (1903, Ивановка, Амурская область — 7 мая 1942, Евпатория, Крымская АССР) — участник Великой Отечественной войны, военный контрразведчик Черноморского флота, батальонный комиссар, майор госбезопасности, участник обороны Крыма. Дед А. Ю. Галушкина.

## Биография
Родился в 1903 году в селе Ивановка (ныне — районный центр в Амурской области) в крестьянской семье.
В семилетнем возрасте вместе с родителями переехал в Благовещенск, где учился в начальной школе; после школы вступил в комсомол. Участвовал в Гражданской войне. Окончил Благовещенское высшее начальное училище и рабфак. В 1922 году начал службу в особом отделе четвёртой Благовещенской стрелковой бригады, затем в Главном политическом отделе Приамурья — боролся с бандитизмом и кулацкими выступлениями. Был членом ВКП(б)/КПСС. В последующие годы работал в различных местах СССР — в Забайкалье, Магнитогорске, Орехово-Зуеве, Москве; в частности, был секретарём парторганизации Дулёвского фарфорового завода. Перед войной находился на партийной работе в Крыму — с 1937 года был секретарём Симферопольского городского комитета ВКП(б); с 1939 года — секретарь партийной организации ВКП(б) Крыма. В феврале 1940 года по рекомендации Крымского обкома ВКП(б) Галушкин был избран секретарем партбюро управления госбезопасности НКВД Крыма, откуда в сентябре 1941 года командирован в особый отдел НКВД Черноморского флота.
Участник Великой Отечественной войны. В начале января 1942 года был заброшен с морским десантом в Евпаторию. После поражения десанта, с января по май 1942 года, руководил созданной в городе подпольной комсомольско-молодежной группой, которая была раскрыта карательными службами оккупантов.
Александр Галушкин погиб в бою 7 мая 1942 года.

## Семья
Четверо братьев Галушкиных погибли на фронте:
- Леонид Галушкин - горный инженер, старший сержант 17-го воздушно-десантного гвардейского полка 6-й гвардейской Кременчугско-Знаменской воздушно-десантной дивизии, член ВКП(б),  погиб 10 августа 1943 года;
- Георгий Галушкин - директор магазина на золотых приисках в Амурской области, гвардии старшина, награжденный орденами Красной Звезды и Отечественной войны 2 ст., медалями «За оборону Сталинграда» и «За отвагу»,
- Николай Галушкин - благовещенский рабочий .

## Память
- Именем А. И. Галушкина названа улица в Евпатории, где 7 мая 2017 г. открыта мемориальная доска[2].
- На родине Александра Ивановича в селе Ивановка Амурской области установлен памятник «Земляку-чекисту А. И. Галушкину».
- 18 марта 2015 года в рамках серии «70 лет Победы в Великой Отечественной войне» в России была выпущена почтовая марка, посвящённая Александру Ивановичу Галушкину[3].